# Future Combat Systems Manned Ground Vehicles
XM1206 (Infantry Carrier Vehicle (ICV)) — проєкт бойової піхотної машини для підтримки і транспортування військ був частиною розробки компанії General Dynamics і BAE Systems по програмі Армії США: Майбутні системи бою (Бойові системи майбутнього) (англ. Future Combat Systems (FCS)). Легкі мобільні авіатранспортабельні машини повинні були базуватись на єдиному універсальному гусеничному рушії. У квітні 2009 оголосило про закриття програми у зв'язку зі скороченням бюджету та через недостатній захист від мін, саморобних вибухових пристроїв. Програма була замінена програмою Наземна Бойова Машина (англ. Ground Combat Vehicle), яку 2014 скасували.

## Конструкція

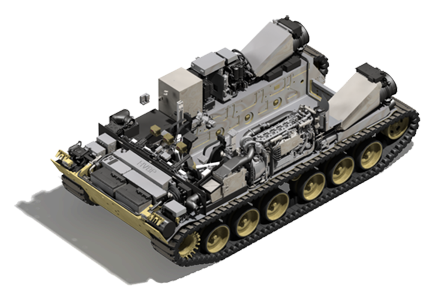
Схема універсального гусеничного рушія

У машині повинні були розміститись 2 члени екіпажу і 9 піхотинців у десантному відділенні. Озброєння мало складатися з 30-мм автоматичної гармати Mk44 Bushmaster II і 7,62-мм кулемета. Гармата MK44 повинна була замінити гармату M242 Bushmaster, маючи на 25 % меншу вагу і кращі характеристики. Машину повинна була захищати композитна броня, здатна протистояти усім можливим засобам нападу згідно даного класу захисту — 14,5-мм бронебійних куль, уламків набоїв 155-мм гармат на відстані 10 м, носової частини від 30-мм і 45-мм гармат під кутом 60°. Захист від протитанкових ракет мала забезпечити активна система захисту «Quick Kill» компанії Raytheon.
XM1206 повинна була отримати чотири основні модифікації: командира компанії, командира чоти, загону зброї піхотинців (англ. Rifle Squad) і загону збройної підтримки (англ. Weapons Squad). Дві останні модифікації призначались для перевезення 9-особових загонів піхоти у ближньому бою, їхньої підтримки, ведучи наступальний і оборонний вогонь, перевозячи їхнє обладнання. Зовні вони мають аналогічну конструкцію для запобігання вибірковій стрільбі ворога по певних моделях машин.
XM1206 були пристосовані для дій у всіх кліматичних поясах, вдень і вночі, маючи системи кондиціонування, захисту від ЗМУ. Спільна база дозволить покращити на полі бою взаємодію з іншими компонентами системи: У перших випробуваних прототипах XM1203 Non-Line-of-Sight Cannon було встановлено гібридну силовий привід з дизельного мотора і генератора, який підзаряджає акумуляторні батареї і від яких живляться електромотори ведучих коліс гусениць.

## Бойові машини на уніфікованому шасі

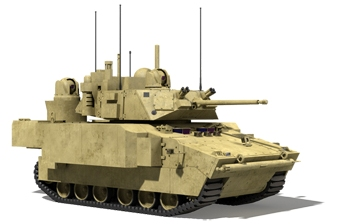
Машина розвідки і спостереження XM1201

- XM1201 Машина розвідки і спостереження (англ. Reconnaissance and surveillance vehicle)[4] з модерним комплектом оптоелектронних, інфрачервоних датчиків визначення місця розташування, радіочастотного перехоплення, пеленгування, хімічного сенсора, датчика багатофункціональних радіочастот, класифікації і автоматичного визначення цілі у будь-якому кліматичному поясі, вдень і вночі. Також обладнаний двома БЛА, SUGV (англ.)[en] — роботом-розвідником, UGS ([5]) — незалежними наземними сенсорами.

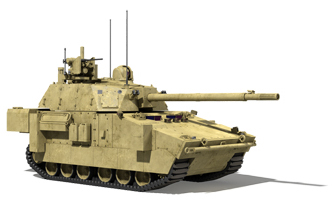
Машина верхньої бойової системи XM1202

- XM1202 Машина верхньої бойової системи (англ. Mounted Combat System)[6] — невеликий танк, придатний для перевезення у C-130 Hercules (один) чи C-17 Globemaster (два). Екіпаж з 2 осіб, 120-мм гармата, кулемет, 40-мм гранатомет мали забезпечити підтримку наступального потенціалу вогневою потужністю, знищення точкових цілей на відстані до 8 км за допомогою інтегрованої сенсорної мережі (UGS).

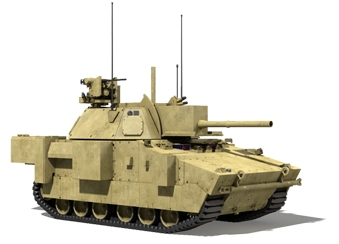
Самохідний міномет XM1204

- XM1204 Міномет за межами зору (англ. Non-Line-of-Sight Mortar) (NLOS-M)[7] — самохідний 120-мм міномет з високоточними мінами PGMM[8] і екіпажем з 4 осіб та автоматичною системою керування вогнем, напівавтоматичною системою заряджання з 3-особовим екіпажем. Для безпосередньої підтримки піхоти мережева система управління, зв'язку, розвідки, спостереження C4ISR дозволяє системі керування вогнем NLOS-M автономно розрахувати напрям стрільби, підготувати відповідні боєприпаси. XM1204 здатен вести високоточну стрільбу по закритим цілям, захисним спорудам з здатністю маневрування відповідно до пересування підрозділів піхоти на XM1206.

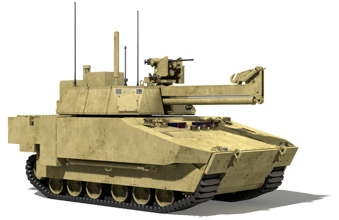
Машина відновлення і технічного обслуговування XM1205

- XM1205 Машина відновлення і технічного обслуговування (англ. Field Recovery and Maintenance Vehicle (FRMV))[9] — для підтримки бойового рівня машин Future Force на рівні батальйону (англ. Forward support battalion), виконання ремонтних робіт поза можливостями екіпажу, проведення обмежених операцій з відновлення машин, оцінки втрат машин на полі бою. Крім 3 членів екіпажу вміщає 3 ремонтників, зброю ближнього бою і 40-мм гранатомет Mk 19.

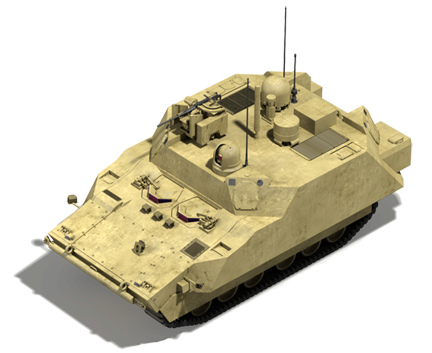
Командна і контрольна машина XM1209

- XM1209 Командна і контрольна машина (англ. Command and Control Vehicle (C2V))[10] — повинна забезпечити управління за допомогою інтегрованої мережі зв'язку для синхронізації бойових дій підрозділів. Від рівня компанії (роти) і вище ці машини повинні інтегрувати командування, управління, засоби зв'язку, встановивши повний контроль над підрозділами з штаб-квартири. Машини повинні містити усі необхідні інтерфейси задля надання командирам усіх рівнів інформаційної переваги і розуміння ситуації, поширення оперативної картини з показом позицій своїх, ворожих, рельєфу, погодних умов. Екіпаж має змогу отримувати, аналізувати, передавати тактичну інформацію як всередині системи, так і підлеглим підрозділам. Також XM1209 можливо обладнувати БПЛА для підвищення достовірності оперативної інформації.

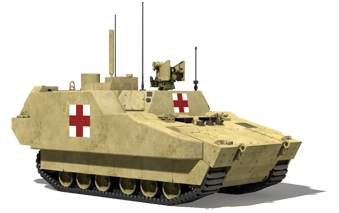
XM1207 MV-E

- XM1207/8 Медична машина (англ. Medical Vehicle)[11] — забезпечення розширеної підтримки життя важко травмованого чи пораненого солдата впродовж 1 години до негайної евакуації. У машині для надання первинної медичної допомоги (UA) передбачалось створення двох модулів: евакуації і лікування. Машини евакуації (MV-E) повинні знаходитись біля бойових підрозділів, щоб бути ближче до потерпілих. Обидва модулі здатні проводити медичні процедури з використанням мережевих інтерфейсів телемедицини, програми театру медичної інформації (TMIP).

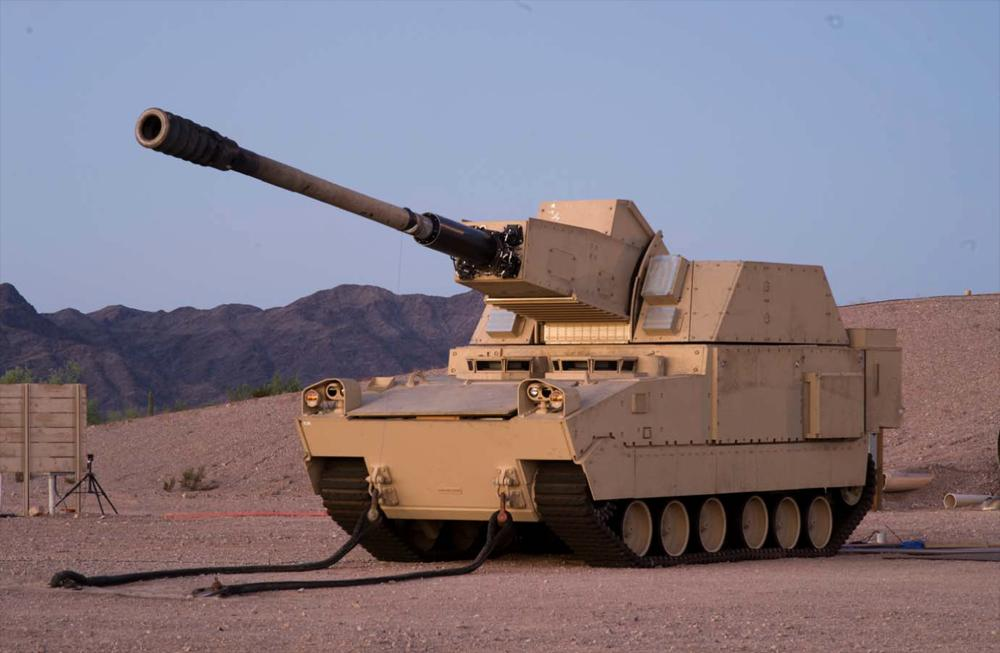
XM1203

- XM1203 Гармата зони видимості (англ. Non-Line-of-Sight Cannon (NLOS Cannon))[12] — була першим проєктом програми Майбутні системи бою з екіпажем з 2 осіб, що повинна була замінити самохідну гаубицю M109A6 Paladin. Вона мала автомат заряджання 155-мм гаубиці з можливістю використання розумних боєприпасів (боєзапас 38-24 пострілів). При максимальній масі 24 т могла перевозитись літаком, але отримала помірний захист. Це повинно було компенсуватись швидким розгортанням для уникнення обстрілу у відповідь і значною дальністю стрільби, що дозволяє уникнути застосування ворожих протитанкових засобів. Гармата мала поступити на озброєння до 2014 року.

Прототип NLOS-C був продемонстрований 13 червня 2008 у Вашингтоні.

## Посилання

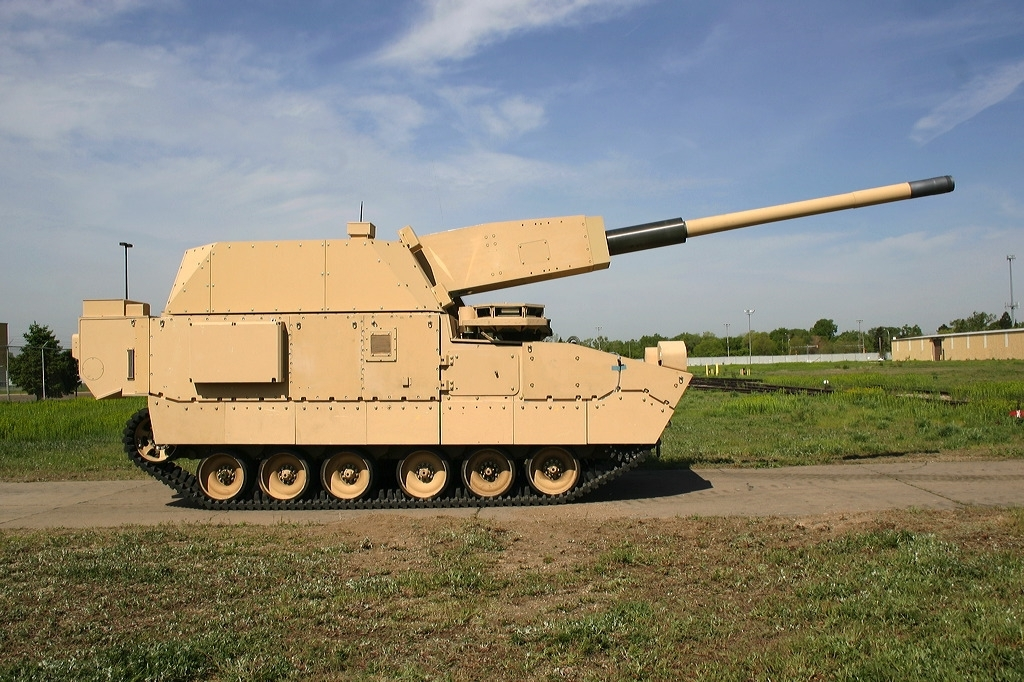
Перший прототип XM1203